# Palms (álbum)
Palms es el décimo álbum de la banda Thrice. El disco fue lanzado a través de Epitaph Records el 14 de septiembre de 2018, lo que lo convierte en el primer lanzamiento de la banda a través del sello discográfico.
El álbum fue coproducido por la banda y Eric Palmquist, y mezclado por John Congleton, y es se dice que abarca todo, desde "post-hardcore visceralmente cargado hasta balada con piano".

## Lista de canciones
Todas las letras escritas por Dustin Kensrue, toda la música compuesta por Eddie Breckenridge, Riley Breckenridge, Dustin Kensrue, and Teppei Teranishi. 
| N.º | Título                                              | Duración |  |
| 1.  | «Only Us»                                           | 3:44     |  |
| 2.  | «The Grey»                                          | 4:06     |  |
| 3.  | «The Dark»                                          | 3:49     |  |
| 4.  | «Just Breathe con Emma Ruth Rundle (voz adicional)» | 3:57     |  |
| 5.  | «Everything Belongs»                                | 3:53     |  |
| 6.  | «My Soul»                                           | 3:24     |  |
| 7.  | «A Branch in the River»                             | 3:49     |  |
| 8.  | «Hold Up a Light»                                   | 3:29     |  |
| 9.  | «Blood on Blood»                                    | 4:36     |  |
| 10. | «Beyond the Pines»                                  | 5:36     |  |

## Posicionamiento en lista
| Lista (2018)                          | Posiciones |
| ------------------------------------- | ---------- |
| Australian Albums (ARIA)              | 95         |
| Austria (Ö3 Austria)                  | 27         |
| Bélgica (Ultratop flamenca)           | 118        |
| Canadá (Billboard Canadian Albums)    | 93         |
| Alemania (Media Control Charts)       | 38         |
| Escocia (Scottish Albums Chart)       | 66         |
| Suiza (Schweizer Hitparade)           | 45         |
| Estados Unidos (Billboard 200)        | 27         |
| Estados Unidos (Independent Albums)   | 1          |
| Estados Unidos (Top Hard Rock Albums) | 1          |
| Estados Unidos (Top Rock Albums)      | 2          |